# تشارلز موريس (صحفي)
تشارلز موريس (بالإنجليزية: Charles Morris)‏  (و. 1833 – 1922 م) هو صحفي، وروائي، ومؤلف، وبروفيسور، ومؤرخ أمريكي، ولد في تشيستر، توفي عن عمر يناهز 89 عاماً.